# Altopascio
Altopascio es una localidad italiana de la provincia de Lucca, Región de Toscana, con 15.469 habitantes.

## Historia
Altopascio está situado la denominada Vía Francígena, llamada en esa zona, Via Francesca Romea, que era una de las principales vías medievales de peregrinación uniendo Roma con Francia y más tarde con Inglaterra.

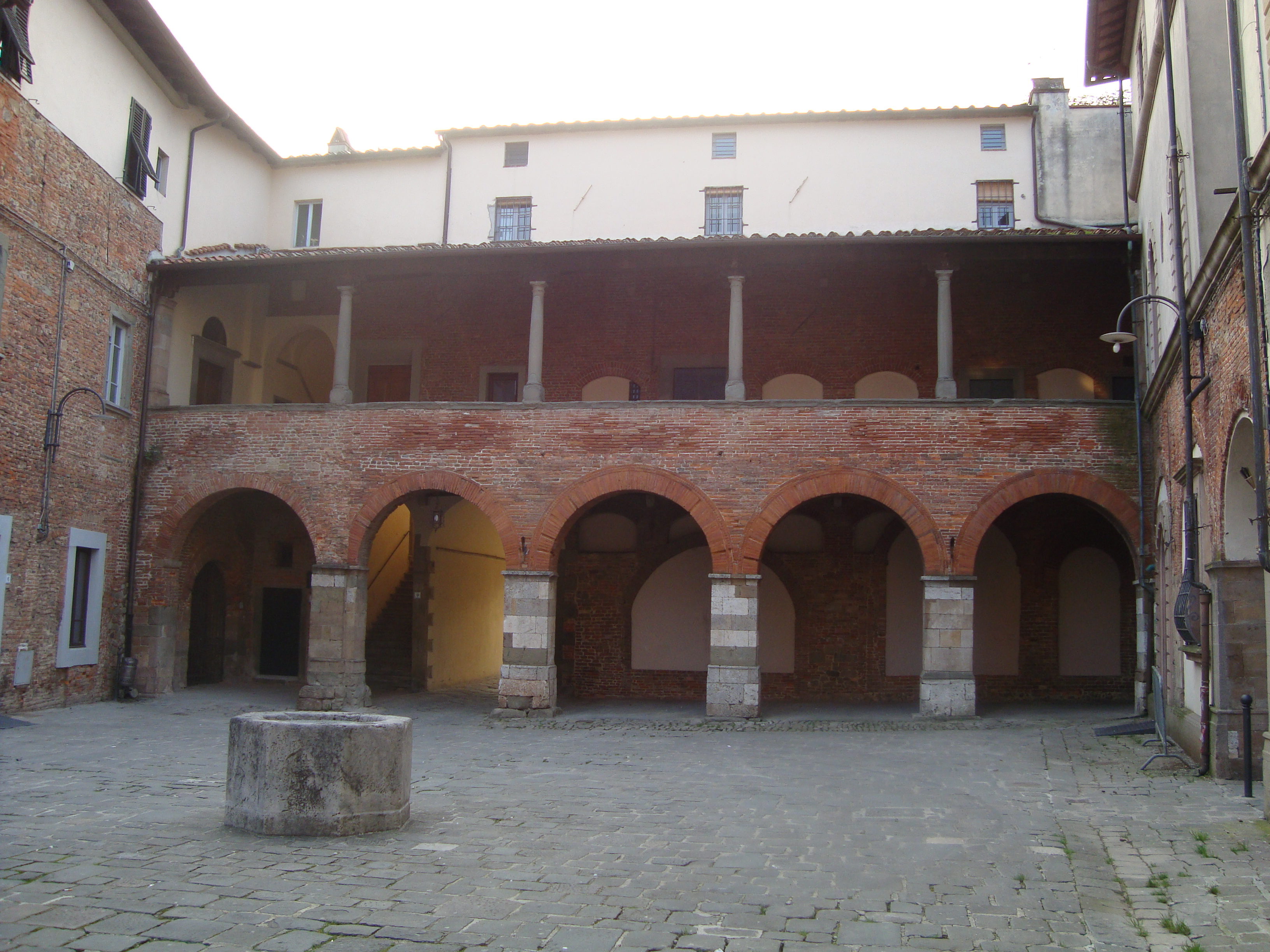
Plaza de Ospitalieri

Aquí fue construido un Hospital "Spedale di Altopascio" con el objeto de proporcionar asistencia a los peregrinos y proporcionar el mantenimiento de la ruta en sí. El hospital fue fundado, según la tradición, por doce monjes de Lucca en el camino obligatorio entre los pantanos de Fucecchio y el lago Sesto, en las proximidades del bosque de las Cerbaie; la elección no fue casual, porque las necesidades de asistencia y cuidado se sintieron particularmente en esos lugares peligrosos e insalubres.

### Caballeros de la Cruz del Tau
Rápidamente el hospital se convirtió en un sitio muy importante y a fin de cumplir con sus propósitos se fundó, alrededor del año 1060, la Orden de los Caballeros del Tau, orden religiosa  caballeresca que desde Altopascio se difundió por toda Europa (Italia, Francia, Inglaterra, Baviera, y parte de España y Portugal).

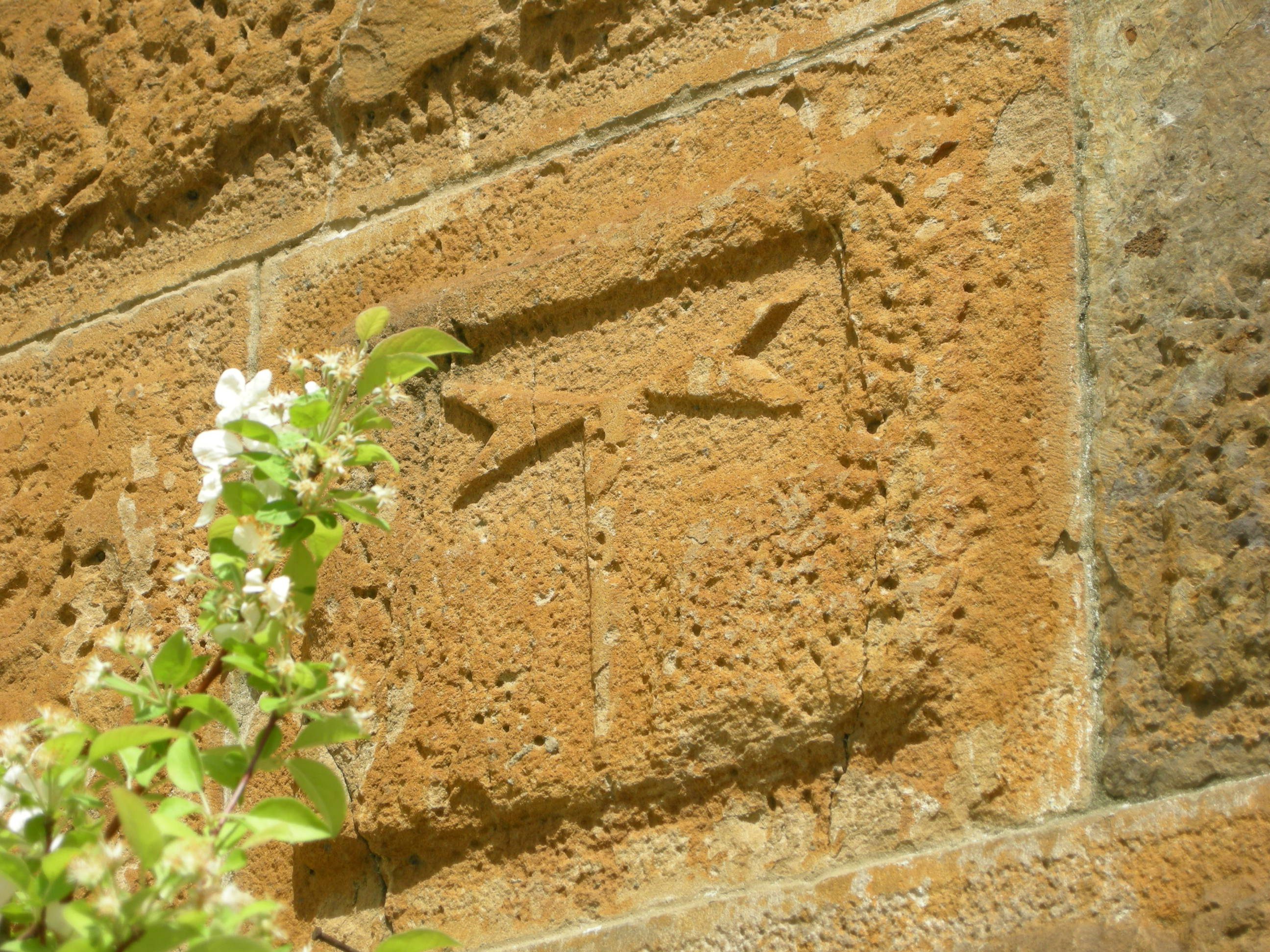
Letra Tau esculpida en la base del campanario

En 1239 el papa Gregorio IX les confiere la Regla del Hospital de Santiago de Altopascio. La Orden de Santiago de Altopascio siguió existiendo en Italia hasta 1587, cuando Sixto V la integró en la de San Esteban, que continúa existiendo hoy en día.
El nombre popular con el que se conocía a la orden era el de Caballeros del Tau. El motivo es que su símbolo era esa letra del alfabeto griego, que portaban en sus escudos de color blanco sobre fondo negro.
Hoy en día existe una sociedad de Caballeros de la Cruz del Tau en Altopascio, que se autodenomina como orden reconstituida, y al mismo tiempo las ramas francesa, británica y escocesa de la orden se agrupan bajo la denominación de Orden de Santiago de Altopascio incluidas en la Orden de la Flor de Lis, aunque es discutible que realmente sean continuadoras de la Orden.

## Lugares de interés

### Iglesia de San Jacopo Maggiore

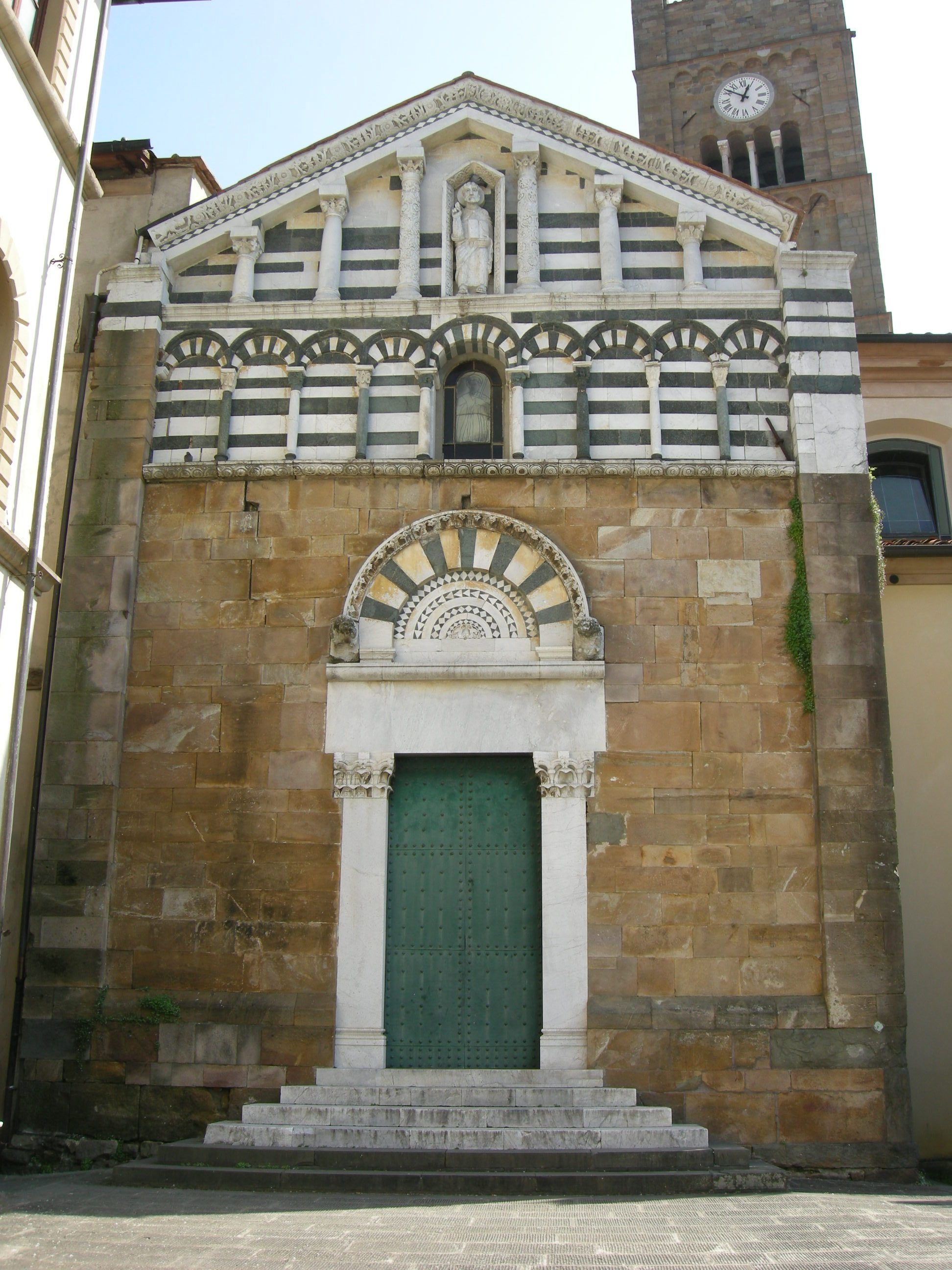
San Jacobo, fachada medieval

De la antigua estructura del hospital medieval, se conserva el claustro, parte de la muralla del castillo, la iglesia y la torre del campanario, gracias a las restauraciones hechas en el año 1866 por el arquitecto lucchesi Giuseppe Pardini, modificándose radicalmente el Transepto de manera que sea más amplio, se conserva solo de la iglesia original, de estilo románico la fachada y el ábside.

### Abadía de San Pedro
Es una antigua abadía medieval, del siglo IX, ubicada en la fracción de Badia Pozzeveri

## Clima
El clima de Altopascio es templado. La temperatura media anual es de 14 °C. el mes más frío es enero (2 °C de media) y los más cálidos son julio y agosto (29 °C)
| Parámetros climáticos promedio de Altopascio | Parámetros climáticos promedio de Altopascio | Parámetros climáticos promedio de Altopascio | Parámetros climáticos promedio de Altopascio | Parámetros climáticos promedio de Altopascio | Parámetros climáticos promedio de Altopascio | Parámetros climáticos promedio de Altopascio | Parámetros climáticos promedio de Altopascio | Parámetros climáticos promedio de Altopascio | Parámetros climáticos promedio de Altopascio | Parámetros climáticos promedio de Altopascio | Parámetros climáticos promedio de Altopascio | Parámetros climáticos promedio de Altopascio | Parámetros climáticos promedio de Altopascio |
| Mes                                          | Ene.                                         | Feb.                                         | Mar.                                         | Abr.                                         | May.                                         | Jun.                                         | Jul.                                         | Ago.                                         | Sep.                                         | Oct.                                         | Nov.                                         | Dic.                                         | Anual                                        |
| -------------------------------------------- | -------------------------------------------- | -------------------------------------------- | -------------------------------------------- | -------------------------------------------- | -------------------------------------------- | -------------------------------------------- | -------------------------------------------- | -------------------------------------------- | -------------------------------------------- | -------------------------------------------- | -------------------------------------------- | -------------------------------------------- | -------------------------------------------- |
| Temp. máx. media (°C)                        | 11                                           | 12                                           | 15                                           | 18                                           | 22                                           | 26                                           | 29                                           | 29                                           | 26                                           | 21                                           | 16                                           | 12                                           | 19.8                                         |
| Temp. mín. media (°C)                        | 2                                            | 3                                            | 5                                            | 7                                            | 11                                           | 14                                           | 17                                           | 17                                           | 14                                           | 11                                           | 6                                            | 3                                            | 9.2                                          |
| Precipitación total (mm)                     | 74                                           | 70                                           | 77                                           | 80                                           | 61                                           | 43                                           | 24                                           | 57                                           | 88                                           | 120                                          | 122                                          | 85                                           | 901                                          |
| Humedad relativa (%)                         | 75                                           | 71                                           | 70                                           | 72                                           | 72                                           | 70                                           | 67                                           | 68                                           | 71                                           | 72                                           | 74                                           | 76                                           | 71.5                                         |
| Fuente: Il Meteo                             |                                              |                                              |                                              |                                              |                                              |                                              |                                              |                                              |                                              |                                              |                                              |                                              |                                              |

## Evolución demográfica
Según los datos del año 2017 del Instituto Nacional de Estadísticas Italiano (ISTAT) la comunidad extranjera en Altopascio representa el 13,9% de los habitantes (2.151), principalmente provienen de Europa 70,40% y África 19.60%.  
Las comunidades más numerosas son la albana con 841 personas (39.10%), la rumana 498 personas (23.15%)y la Marroquí, 212 personas (9.86%)
| Hombres | Edad  | Mujeres |
| ------- | ----- | ------- |
| 0,01    | 100+  | 0,02    |
| 0,03    | 95-99 | 0,18    |
| 0,19    | 90-95 | 0,67    |
| 0,74    | 85-89 | 1,31    |
| 1,16    | 80-84 | 1,55    |
| 1,64    | 75-79 | 2,24    |
| 1,95    | 70-74 | 2,06    |
| 2,68    | 65-69 | 2,70    |
| 2,67    | 60-64 | 2,76    |
| 3,07    | 55-59 | 3,06    |
| 3,90    | 50-54 | 3,76    |
| 4,20    | 45-49 | 4,00    |
| 4,87    | 40-44 | 4,34    |
| 3,75    | 35-39 | 3,72    |
| 3,14    | 30-34 | 3,20    |
| 2,61    | 25-29 | 2,93    |
| 2,26    | 20-24 | 2,11    |
| 2,22    | 15-19 | 2,24    |
| 2,74    | 10-14 | 2,36    |
| 2,86    | 5-9   | 2,90    |
| 2,55    | 0-4   | 2,66    |

Como en muchas ciudades de Italia, la población de jubilados es mucho mayor que la de los menores de 14 años, y envejece de manera constante.
| Gráfica de evolución demográfica de Altopascio entre 1861 y 2017 |
|                                                                  |
| Fuente ISTAT - Elaboración gráfica por parte de Wikipedia        |

## Ciudades Hermanadas[5]
- Perelló.
- Saint-Gilles.